# Производство кофе в Таиланде
Производство кофе в Таиланде является одной из ведущих отраслей экономики Таиланда. Страна занимает третье место (2014) среди производителей кофе в странах Азии. На кофе робусту в стране приходится до 99 % всей кофейной продукции.

## История
Выращивать кофе в Таиланде начали довольно поздно. В 1970-х годах король Пумипон Адульядет, в качестве альтернативы выращиванию опиумного мака, повелел выращивать в стране кофе. Уже в 1976 году Таиланд стал одним из ведущих экспортеров кофе.

## Производство
В Таиланде выращиваются сорта кофе арабика и робуста. Сорта арабика выращиваются на севере Таиланда, сорта робуста — на юге.
Кофе робуста (кофе конголезский) выращивают в основном в провинциях Чумпхон, Сурат Тани, Накхонситхаммарат, Краби, Пханг Нга и Ранонг. Кофейные плантации занимают в стране 67 832 гектаров. Производство кофе робуста на юге страны доходит до 80 000 тонн. Четвёртая часть кофе предназначена для внутреннего потребления в виде растворимого и обжаренного кофе.
На севере Таиланда выращивается около 500 тонн кофе арабика. В основном это приграничные области с Мьянмой и Лаосом, известные, как Золотой треугольник. Экологически чистыми для выращивания кофе считаются районы горной местности, расположенные на высотах от 800 до 1200 метров от уровня моря. Кофейные деревья выращивается в затененных от солнца местах.
Урожайность кофе в стране составляет около 980 центнеров с гектара.